# Мирсил (тиран)
Мирсил (др.-греч. Μύρσιλος; VII век до н. э.) — древнегреческий политический деятель, тиран Митилены на Лесбосе. Современник и враг поэта Алкея.

## Биография
Сохранившиеся источники содержат скудную информацию о Мирсиле: по-видимому, уже древние авторы располагали только теми данными, которые можно было найти в произведениях Алкея. Предположительно Мирсил принадлежал к аристократическому роду Клеанактидов, боровшемуся с Археанактидами за власть над городом Митилена на Лесбосе, поддерживал Меланхра и был вынужден уйти в изгнание после убийства этого тирана. Позже он смог вернуться в Митилену и захватить единоличную власть. О том, как Мирсил правил, практически ничего не известно; его враг Алкей пишет, что тиран угнетал («грыз») сограждан, но это сообщение малоинформативно. Немецкий антиковед Г. Берве в связи с этим отмечает, что установленный Мирсилом режим оказался достаточно устойчивым и опирался на широкий круг сторонников, а значит, не может быть признан деспотическим.
Известно, что с Мирсилом боролась аристократическая гетерия, в которую входили Алкей с братьями и Питтак. Членам гетерии пришлось бежать в соседний город Пирру, позже они получили финансовую помощь от лидийцев (две тысячи статеров), но все их попытки проникнуть в Митилену, чтобы убить тирана, заканчивались неудачей. Питтак перешёл на сторону Мирсила, тогда как Алкей остался врагом тирана до конца. Наконец, Мирсил умер (по естественным причинам или был убит — неясно). «Приспело время: пей, через силу пей! — писал в связи с этим Алкей. — Пусть пьян напьётся каждый: погиб Мирсил!». Власть над Митиленой перешла к Питтаку, получившему полномочия эсимнета.
Точной хронологии событий нет. Убийство Меланхра и связанное с ним гипотетическое изгнание Мирсила антиковеды датируют примерно 612/609 или 610 годом до н. э. Продолжительность тирании Мирсила неизвестна, а его смерть может быть датирована только исходя из предполагаемого времени правления Питтака (600-е годы до н. э.). Существует и альтернативная версия, по которой деятельность тирана приходится на 560-е годы до н. э.